# こまどりケーブル
こまどりケーブル株式会社（英: Komadori Cable）は近鉄ケーブルネットワーク (KCN) の関連会社として、2003年に開局した第三セクターのケーブルテレビ局である。奈良県の北東部と南部をサービスエリアとしている。

## 概要
こまどりケーブルの社名は、奈良県の県鳥「こまどり」に因んで名付けられた。当初、同社を完全子会社として設立させたKCNを親会社とし、サービスエリアである奈良県内17の市町村や奈良県なども出資する第三セクター会社である。これは同社の主な設置目的に、奈良県北東部（宇陀・大和高原地域）や南部（吉野郡）の情報格差解消が盛り込まれているためである。
同社のサービスエリア内の市町村には地上デジタル放送の中継局がほとんど設置されなかった為、中継局整備の代替措置として全世帯が当社に加入している（奈良テレビ・当該項目参照）。
なお地上波の11チャンネルにおいて、市町村制作番組が放送されている。

## サービスエリア
全て奈良県。
- 吉野郡
  - 大淀町
  - 黒滝村
  - 東吉野村
  - 川上村
  - 天川村
  - 上北山村
  - 下北山村
  - 十津川村
  - 吉野町
    - 2009年にコミュニティビジョン吉野からサービス移管。

  - 下市町
    - 2010年に下市町情報センターからサービス移管。

  - 野迫川村
- 宇陀郡
  - 曽爾村
  - 御杖村
- 奈良市（旧月ヶ瀬村・都祁村）
- 山辺郡山添村
- 宇陀市
- 五條市（旧西吉野村・大塔村）

## 主な放送チャンネル

### テレビ局

#### 系列局別
| NHK-G   | NHK-E   | NNN/NNS    | ANN            | JNN      | TXN | FNN/FNS    | JAITS      |
| ------- | ------- | ---------- | -------------- | -------- | --- | ---------- | ---------- |
| NHK奈良 | NHK大阪 | 読売テレビ | 朝日放送テレビ | 毎日放送 |     | 関西テレビ | 奈良テレビ |

#### チャンネル別
地域によってチャンネルが異なる。
| デジタル   | 放送局                                      |
| ---------- | ------------------------------------------- |
| D01 (D011) | NHK奈良総合                                 |
| D02 (D021) | NHK大阪Eテレ                                |
| D04 (D041) | MBS毎日放送                                 |
| D06 (D061) | ABC朝日放送テレビ                           |
| D08 (D081) | KTV関西テレビ                               |
| D09 (D091) | TVN奈良テレビ                               |
| D10 (D101) | ytv読売テレビ                               |
| D11 (D111) | 市町村営放送 （自治体によって内容が異なる） |
| B101       | NHK BS                                      |
| B141 - 143 | BS日テレ                                    |
| B151 - 153 | BS朝日                                      |
| B161 - 163 | BS-TBS                                      |
| B171 - 173 | BSテレ東                                    |
| B181 - 183 | BSフジ                                      |
| B191 - 193 | WOWOW                                       |
| B200       | BS10                                        |
| B201       | BS10スターチャンネル                        |
| B211       | BS11                                        |
| B222       | BS12 トゥエルビ                             |
| BS260      | J:COM BS                                    |
| B265       | BSよしもと                                  |
| BS4K101    | NHK BSプレミアム4K                          |
| BS8K102    | NHK BS8K                                    |
| BS4K141    | BS日テレ 4K                                 |
| BS4K151    | BS朝日 4K                                   |
| BS4K161    | BS-TBS 4K                                   |
| BS4K171    | BSテレ東 4K                                 |
| BS4K181    | BSフジ 4K                                   |
| BS4K211    | ショップチャンネル 4K                       |
| BS4K221    | 4K QVC                                      |
| C011       | ファミリーチャンネル                        |
| C021       | タウンチャンネル                            |
| C122       | ムービープラスHD                            |
| C123       | LaLa TV HD                                  |
| C124       | スーパー!ドラマTV HD                        |
| C125       | 日本映画専門チャンネルHD                    |
| C126       | アジアドラマチックTV★HD                     |
| C127       | 衛星劇場HD                                  |
| C132       | J SPORTS 4 HD                               |
| C133       | ザ・シネマHD                                |
| C134       | ヒストリーチャンネルHD                      |
| C135       | チャンネル銀河HD                            |
| C136       | テレ朝チャンネルHD                          |
| C137       | フジテレビNEXT HD                           |
| C158       | J SPORTS 3 HD                               |
| C159       | 時代劇専門チャンネルHD                      |
| C166       | 日テレジータス HD                           |
| C167       | ゴルフネットワークHD                        |
| C168       | J SPORTS 1 HD                               |
| C169       | J SPORTS 2 HD                               |
| C211       | スカイA                                     |
| C212       | GAORASPORTS                                 |
| C222       | チャンネルNECO                              |
| C225       | 東映チャンネル                              |
| C230       | ファミリー劇場                              |
| C232       | アクションチャンネル                        |
| C236       | アニマルプラネット                          |
| C239       | ディズニー・チャンネル                      |
| C241       | アニマックス                                |
| C242       | キッズステーション                          |
| C243       | ディズニーチャンネル                        |
| C250       | CNNj                                        |
| C251       | 日経CNBC                                    |
| C254       | TBS NEWS                                    |
| C256       | ディスカバリーチャンネル                    |
| C258       | テレ朝チャンネル2                           |
| C261       | MUSIC ON! TV                                |
| C262       | スペースシャワーTV                          |
| C263       | MTV                                         |
| C264       | 歌謡ポップスチャンネル                      |
| C270       | 囲碁・将棋チャンネル                        |
| C271       | ショップチャンネル                          |
| C272       | QVC                                         |
| C276       | 釣りビジョン                                |
| C281       | フジテレビTWO                               |
| C282       | フジテレビONE                               |
| C285       | グリーンチャンネル1                         |
| C286       | グリーンチャンネル2                         |
| C290       | プレイボーイチャンネル                      |
| C291       | チャンネル・ルビー                          |
| C292       | レインボーチャンネル                        |

- かつてはTVOテレビ大阪・SUNサンテレビ・KBS京都（いずれもアナログ放送のみ）も再送信していたが、アナログ放送終了と同時に再送信も廃止された。
- 地上デジタル放送は、地上デジタル対応テレビまたはチューナーであれば視聴可能。
- デジタルTVは日本デジタル配信を使用している。

### ラジオ局
| アナログ (MHz) | 放送局       |
| -------------- | ------------ |
| 78.2           | FM802        |
| 78.9           | ならどっとFM |
| 79.6           | α-station    |
| 80.4           | NHK奈良FM    |
| 81.1           | FM OH!       |
| 82.1           | Kiss FM KOBE |
| 84.1           | NHK大阪FM    |

## インターネット
基本的にはKCNの設備を使用。接続のIPアドレスもKCNのものになる。KCNとの違いはインターネット単独加入が出来ないことである。サービスエリアのうちで、FTTH設備となっている五條市（旧西吉野村・大塔村地域）・宇陀市・吉野町・下市町・十津川村では100Mの光サービスも実施されている。

## 電話サービス
KDDIのVoIPネットワークを利用し、「Kブロードフォン」の名称で非常に特徴のあるIP電話を提供している。
現在のところ110番や119番などの緊急電話番号やフリーダイヤル・コレクトコール等にかけることが出来ない、また電話番号は050から始まる番号のみを付与される等、近年のIP電話サービスとしては制限が多いものの月額基本料金が294円と非常に安価である。
同社では前述の制限とIPネットワークを利用する故の不安定さなどから、非常用として加入電話回線の契約を残したまま通話料金の安い通常使用回線としての利用を推奨している（近鉄ケーブルネットワーク#特記事項を参照。）。
2007年以降、宇陀市や五條市など一部の地域では「Kブロードフォン」とは別に「ケーブルライン」の名称で新たなIP電話サービスの提供も始めた。電話番号も既存のものがそのまま使え、緊急電話へのダイヤルも可能等、前述の「Kブロードフォン」を補う一般的なIP電話サービスである。
KブロードフォンがKDDIのネットワークを利用しながらも自社サービスであるのに対し、ケーブルラインはソフトバンクテレコム社の提供するサービスである。
そうした事情から、公式ウェブサイト上でも詳細についてはソフトバンクテレコム社の同サービス紹介ページへ誘導している。
また宇陀市内ではケーブルラインに加え、KDDIのケーブルプラス電話を提供している。
当然ながらこれらの電話サービスは何らかのブロードバンド設備を自宅に設置することが必要で工事費などの初期導入費用がかかり、電話サービス単独での契約は出来ないので注意が必要である。

### 電話サービスの内訳
- ケーブルプラス電話 - 宇陀市
- Kブロードフォン - 大淀町、黒滝村、天川村、川上村、曽爾村、御杖村、奈良市（月ヶ瀬・都祁）、山添村、上北山村、下北山村、東吉野村、十津川村
- ケーブルライン - 大淀町、黒滝村、天川村、川上村、曽爾村、御杖村、奈良市（月ヶ瀬・都祁）、山添村、五條市（西吉野・大塔）、吉野町、下市町、野迫川村、宇陀市